# Ilmojärvi
Ilmojärvi är en sjö i kommunen Viitasaari i landskapet Mellersta Finland i Finland. Sjön ligger 104,1 meter över havet. Arean är 71 hektar och strandlinjen är 10,61 kilometer lång. Sjön  ingår i Kymmene älvs huvudavrinningsområde.   Den ligger omkring 99 kilometer norr om Jyväskylä och omkring 330 kilometer norr om Helsingfors. 
I sjön finns ön Petääsaari. 